# Yimmi Chará
Yimmi Javier Chará Zamora (Cali, 2 aprile 1991) è un calciatore colombiano, attaccante o ala dell'Atlético Junior e della nazionale colombiana.
È soprannominato Depredador.

## Biografia
Ha un fratello, anch'egli calciatore, Diego Chará. Dalla stagione 2020 militano nella stessa squadra, il Portland Timbers.

## Caratteristiche tecniche
Giocatore brevilineo, predilige giocare come attaccante esterno destro, ma può agire su tutto il fronte d'attacco; Possiede un'ottima capacità di corsa, bravo negli inserimenti senza palla, nonché dotato di un buon dribbling.

## Carriera

### Club
Ha iniziato la carriera calcistica con la maglia del Centauros Villavicencio, squadra militante nella Categoría Primera B colombiana. Successivamente ha giocato per cinque anni, nella massima serie colombiana con la maglia del Deportes Tolima. Nel dicembre 2014 è passato ai messicani del Monterrey. Nel giugno 2015 gioca per sei mesi in prestito all'Atlético Nacional. Nel dicembre successivo passa nuovamente in prestito giocando con i messicani del Dorados de Sinaloa. Nell'estate 2016 dopo i vari prestiti, fa ritorno al Monterrey, disputando interamente tutta la stagione con il club messicano.
Nel giugno 2017 fa ritorno in patria, venendo acquistato a titolo definitivo per 4 milioni, dalla società colombiana dell'Atlético Junior, firmando un contratto triennale.

### Nazionale
Debutta nella nazionale colombiana il 10 ottobre 2014 entrando al 72º al posto di Carlos Carbonero nella partita amichevole giocata contro l'El Salvador. Nel maggio 2018 viene inserito dal CT. José Pekerman, nella lista dei 35 preconvocati della Colombia, per i Mondiali di Russia 2018.

## Statistiche

### Presenze e reti nei club
Statistiche aggiornate al 14 aprile 2021.
| Stagione                | Squadra                 | Campionato              | Campionato | Campionato | Coppe nazionali | Coppe nazionali | Coppe nazionali | Coppe continentali | Coppe continentali | Coppe continentali | Altre coppe | Altre coppe | Altre coppe | Totale | Totale | Totale |
| Stagione                | Squadra                 | Comp                    | Pres       | Reti       | Comp            | Pres            | Reti            | Comp               | Pres               | Reti               | Comp        | Pres        | Reti        | Pres   | Reti   |        |
| ----------------------- | ----------------------- | ----------------------- | ---------- | ---------- | --------------- | --------------- | --------------- | ------------------ | ------------------ | ------------------ | ----------- | ----------- | ----------- | ------ | ------ | ------ |
| 2009                    | Centauros               | PD                      | 9          | 0          | CC              | 1               | 0               | -                  | -                  | -                  | -           | -           | -           | 10     | 0      |        |
| 2010                    | Deportes Tolima         | PD                      | 3          | 0          | CC              | 0               | 0               | CS                 | 0                  | 0                  | -           | -           | -           | 3      | 0      |        |
| 2011                    | Deportes Tolima         | PD                      | 6          | 0          | CC              | 10              | 0               | -                  | -                  | -                  | -           | -           | -           | 16     | 0      |        |
| 2012                    | Deportes Tolima         | PD                      | 34         | 7          | CC              | 8               | 4               | CS                 | 3                  | 0                  | -           | -           | -           | 45     | 11     |        |
| 2013                    | Deportes Tolima         | PD                      | 41         | 10         | CC              | 4               | 1               | CL                 | 8                  | 1                  | -           | -           | -           | 53     | 12     |        |
| 2014                    | Deportes Tolima         | PD                      | 35         | 11         | CC              | 11              | 5               | -                  | -                  | -                  | -           | -           | -           | 46     | 16     |        |
| Totale Dep. Tolima      | Totale Dep. Tolima      | Totale Dep. Tolima      | 119        | 28         |                 | 33              | 10              |                    | 11                 | 1                  |             | -           | -           | 163    | 39     |        |
| 2014-2015               | Monterrey               | PD                      | 11         | 1          | CM              | 7               | 3               | -                  | -                  | -                  | -           | -           | -           | 18     | 4      |        |
| 2015                    | Atlético Nacional       | PD                      | 24         | 5          | CC              | 2               | 0               | -                  | -                  | -                  | -           | -           | -           | 26     | 5      |        |
| 2015-2016               | Dorados                 | PD                      | 15         | 1          | CM              | 0               | 0               | -                  | -                  | -                  | -           | -           | -           | 15     | 1      |        |
| 2016-2017               | Monterrey               | PD                      | 33         | 3          | CM              | 6               | 4               | CCL                | 3                  | 1                  | -           | -           | -           | 42     | 8      |        |
| Totale Monterrey        | Totale Monterrey        | Totale Monterrey        | 44         | 4          |                 | 13              | 7               |                    | 3                  | 1                  |             | -           | -           | 60     | 12     |        |
| 2017                    | Atlético Junior         | PD                      | 18         | 11         | CC              | 5               | 0               | CS                 | 8                  | 2                  | -           | -           | -           | 31     | 13     |        |
| 2018                    | Atlético Junior         | PD                      | 11         | 3          | CC              | 0               | 0               | CL                 | 10                 | 2                  | -           | -           | -           | 21     | 5      |        |
| Totale Junior           | Totale Junior           | Totale Junior           | 29         | 14         |                 | 5               | 0               |                    | 18                 | 4                  |             | -           | -           | 52     | 18     |        |
| 2018                    | Atlético Mineiro        | CM+A                    | 0+22       | 0+1        | CB              | -               | -               |                    | -                  | -                  | -           | -           | -           | 22     | 1      |        |
| 2019                    | Atlético Mineiro        | CM+A                    | 8+18       | 1+3        | CB              | 4               | 2               | CL+CS              | 8+8                | 0                  | -           | -           | -           | 46     | 6      |        |
| Totale Atletico Mineiro | Totale Atletico Mineiro | Totale Atletico Mineiro | 48         | 5          |                 | 4               | 2               |                    | 16                 | 0                  |             | -           | -           | 68     | 7      |        |
| 2020                    | Portland Timbers        | MLS                     | 19         | 4          |                 | -               | -               |                    | -                  | -                  | -           | -           | -           | 19     | 4      |        |
| 2021                    | Portland Timbers        | MLS                     | 8          | 1          |                 | -               | -               | CCL                | 4                  | 3                  | -           | -           | -           | 12     | 4      |        |
| Totale Portland Timbers | Totale Portland Timbers | Totale Portland Timbers | 27         | 5          |                 | -               | -               |                    | 4                  | 3                  |             | -           | -           | 31     | 8      |        |
| Totale carriera         | Totale carriera         | Totale carriera         | 296        | 58         |                 | 58              | 19              |                    | 52                 | 9                  |             | -           | -           | 406    | 86     |        |

### Cronologia presenze e reti in nazionale
| Cronologia completa delle presenze e delle reti in nazionale ― Colombia | Cronologia completa delle presenze e delle reti in nazionale ― Colombia | Cronologia completa delle presenze e delle reti in nazionale ― Colombia | Cronologia completa delle presenze e delle reti in nazionale ― Colombia | Cronologia completa delle presenze e delle reti in nazionale ― Colombia | Cronologia completa delle presenze e delle reti in nazionale ― Colombia | Cronologia completa delle presenze e delle reti in nazionale ― Colombia | Cronologia completa delle presenze e delle reti in nazionale ― Colombia |
| Data                                                                    | Città                                                                   | In casa                                                                 | Risultato                                                               | Ospiti                                                                  | Competizione                                                            | Reti                                                                    | Note                                                                    |
| ----------------------------------------------------------------------- | ----------------------------------------------------------------------- | ----------------------------------------------------------------------- | ----------------------------------------------------------------------- | ----------------------------------------------------------------------- | ----------------------------------------------------------------------- | ----------------------------------------------------------------------- | ----------------------------------------------------------------------- |
| 10-10-2014                                                              | Harrison                                                                | Colombia                                                                | 3 – 0                                                                   | El Salvador                                                             | Amichevole                                                              | -                                                                       | 72’                                                                     |
| 18-11-2014                                                              | Lubiana                                                                 | Slovenia                                                                | 0 – 1                                                                   | Colombia                                                                | Amichevole                                                              | -                                                                       | 73’                                                                     |
| 31-8-2017                                                               | San Cristóbal                                                           | Venezuela                                                               | 0 – 0                                                                   | Colombia                                                                | Qual. Mondiali 2018                                                     | -                                                                       | 80’                                                                     |
| 5-9-2017                                                                | Barranquilla                                                            | Colombia                                                                | 1 – 1                                                                   | Brasile                                                                 | Qual. Mondiali 2018                                                     | -                                                                       | 46’                                                                     |
| 5-10-2017                                                               | Barranquilla                                                            | Colombia                                                                | 1 – 2                                                                   | Paraguay                                                                | Qual. Mondiali 2018                                                     | -                                                                       | 75’                                                                     |
| 10-10-2017                                                              | Lima                                                                    | Perù                                                                    | 1 – 1                                                                   | Colombia                                                                | Qual. Mondiali 2018                                                     | -                                                                       | 85’                                                                     |
| 27-3-2018                                                               | Londra                                                                  | Colombia                                                                | 0 – 0                                                                   | Australia                                                               | Amichevole                                                              | -                                                                       | 70’                                                                     |
| 7-9-2018                                                                | Miami                                                                   | Venezuela                                                               | 1 – 2                                                                   | Colombia                                                                | Amichevole                                                              | 1                                                                       | 75’                                                                     |
| 12-10-2018                                                              | Tampa                                                                   | Stati Uniti                                                             | 2 – 4                                                                   | Colombia                                                                | Amichevole                                                              | -                                                                       | 83’                                                                     |
| 26-3-2019                                                               | Seul                                                                    | Corea del Sud                                                           | 2 – 1                                                                   | Colombia                                                                | Amichevole                                                              | -                                                                       | 83’                                                                     |
| 3-7-2021                                                                | Brasilia                                                                | Uruguay                                                                 | 0 – 0 (2 – 4 dtr)                                                       | Colombia                                                                | Coppa America 2021 - Quarti di finale                                   | -                                                                       | 67’                                                                     |
| 6-7-2021                                                                | Brasilia                                                                | Argentina                                                               | 1 – 1 (3 – 2 dtr)                                                       | Colombia                                                                | Coppa America 2021 - Semifinale                                         | -                                                                       | 46’                                                                     |
| 9-7-2021                                                                | Brasilia                                                                | Colombia                                                                | 3 – 2                                                                   | Perù                                                                    | Coppa America 2021 - Finale 3º posto                                    | -                                                                       | 46’                                                                     |
| 16-1-2022                                                               | Fort Lauderdale                                                         | Honduras                                                                | 1 – 2                                                                   | Colombia                                                                | Amichevole                                                              | -                                                                       |                                                                         |
| 28-1-2022                                                               | Barranquilla                                                            | Colombia                                                                | 0 – 1                                                                   | Perù                                                                    | Qual. Mondiali 2022                                                     | -                                                                       | 73’                                                                     |
| Totale                                                                  |                                                                         | Presenze                                                                | 15                                                                      |                                                                         | Reti                                                                    | 1                                                                       |                                                                         |

## Palmarès

### Club

#### Competizioni nazionali
- Campionato colombiano: 1

Atlético Nacional: Apertura 2015
- Copa Colombia: 2

Deportes Tolima: 2014
Atlético Junior: 2017
- MLS is Back Tournament: 1

Portland Timbers: 2020